# Bič (Trebnje)
Bič (Trebnje) is een plaats in Slovenië en maakt deel uit van de gemeente Trebnje in de NUTS-3-regio Jugovzhodna Slovenija. De plaats telde 149 inwoners op 1 januari 2020.